# Buzz Aldrin
Buzz Aldrin (Glen Ridge, Nueva Jersey, 20 de enero de 1930), nacido como Edwin Eugene Aldrin Jr., es un ingeniero, piloto de la Fuerza Aérea y astronauta estadounidense retirado. Como piloto del módulo lunar de la misión Apolo 11, el comandante Neil Armstrong y él fueron los dos primeros seres humanos en pisar la Luna, en 1969.
Estudió en la Academia Militar de los Estados Unidos en West Point, donde obtuvo un grado en ingeniería mecánica. Ingresó en la Fuerza Aérea y sirvió como piloto de caza durante la guerra de Corea, tras la cual ejerció como instructor de artillería aérea y después como comandante de vuelo en la base aérea de Bitburgo, Alemania Occidental.
Tras obtener un doctorado en astronáutica en el Instituto de Tecnología de Massachusetts, resultó seleccionado como miembro del Astronaut Group 3 de la NASA, lo que le llevó a ser el primer astronauta con un título de doctorado. Sus esfuerzos en la misión Gemini 12, una de sus primeras misiones espaciales, contribuyeron a completar las tareas inconclusas de EVA de misiones anteriores, y sirvieron de precedente para el programa Apolo. Tres años después, pisó la superficie lunar como parte del Apolo 11 y, debido a su afiliación a la iglesia presbiteriana, ofició una breve ceremonia religiosa que concluyó con la comunión.
Tras dejar la NASA en 1971, se le nombró comandante de la escuela de pilotos de pruebas de la Fuerza Aérea, y al año siguiente se retiró de esta organización con lo que puso fin a más de un par de décadas de servicio. En sus autobiografías Return to Earth (1973) y Magnificent Desolation (2009) detalló su lucha contra la depresión y el alcoholismo que sufrió en los años subsecuentes a su período como astronauta. Pese a lo anterior, ha mantenido el interés en la exploración espacial y ha sido un promotor de la colonización de Marte mediante propuestas como el «ciclador de Aldrin», una trayectoria orbital cíclica con fines turísticos espaciales para llevar a cabo viajes más eficientes entre la Tierra y Marte. Su trayectoria profesional ha sido reconocida con múltiples premios y reconocimientos entre los cuales se incluye la Medalla Presidencial de la Libertad además de formar parte de varios salones de la fama.

## Biografía

### Primeros años
Edwin Eugene Aldrin Jr. nació el 20 de enero de 1930 en el Hospital Mountainside en Glen Ridge, Nueva Jersey. Su padre, Edwin Eugene Aldrin Sr., había sido un aviador del ejército durante la Primera Guerra Mundial y comandante asistente de la escuela de pilotos del ejército en McCook Field, Ohio entre 1919 y 1922, antes de conseguir un empleo como ejecutivo en Standard Oil en 1928. Desde entonces vivía en Montclair con su esposa Marion Aldrin —Moon, de soltera—, con quien tuvo tres hijos, Madeleine, Fay Ann y Edwin Jr. Cuando eran pequeños, Fay Ann se refería a Edwin Jr., como buzzer en vez de brother y de ahí surgió el apodo de «Buzz» con el que habría de ser conocido por el resto de su vida, y que él mismo adoptó como nombre propio en 1988. Cabe agregar que en su infancia perteneció a los Boy Scouts de América, donde alcanzó el rango de «principiante».
Aldrin tuvo un rendimiento escolar sobresaliente, y durante su etapa en la Montclair High School jugó como center del equipo institucional de fútbol americano, con el que defendió el campeonato estatal en 1946. Aunque ese mismo año asistió a la Severn School por recomendación de su padre, cuya intención de enrolarlo en la Academia Naval en Annapolis, Maryland, le llevó inclusive a concertarle una reunión con el senador Albert W. Hawkes, a final de cuentas el joven eligió la aviación, ya que sufría de mareos. Por este motivo, le pidió a su padre que le dijera a Hawkes que su verdadero interés era formarse en la Academia Militar de los Estados Unidos en West Point, New York.
Su admisión a la Academia Militar se efectuó en 1947, y en su primer año obtuvo notas favorables que le llevaron a ser reconocido como el «mejor de su clase». También formó parte del equipo de atletismo de la institución. A manera anecdótica, le tocó presenciar en 1950 el estallido de la guerra de Corea mientras se encontraba en Japón y Filipinas como parte de un viaje realizado para estudiar las políticas militares de Douglas MacArthur. Finalmente el 5 de junio de 1951 se graduó con el tercer mejor promedio de su clase y obtuvo un grado de licenciatura en ciencias en ingeniería mecánica.

### Carrera militar
Su sobresaliente esfuerzo académico en la academia le garantizó la libre elección de las tareas a ejercer en los años venideros. Finalmente decidió enrolarse en la Fuerza Aérea de los Estados Unidos, que tenía relativamente poco tiempo de haber quedado establecida como una organización independiente, razón por la que todavía no contaba con su propia academia. Tras obtener el grado de teniente segundo, se sometió a un entrenamiento básico de vuelo en T-6 Texan en la Bartow Air Base, en Florida. Entre sus compañeros de clase se encontraba Sam Johnson, que más tarde habría de convertirse en un prisionero de guerra en Vietnam y con quien habría de formar un lazo de amistad. En esta etapa Aldrin sufrió un accidente que pudo haber tenido un desenlace trágico cuando intentó un doble giro Immelmann a bordo de un T-28 Trojan y la nave experimentó un apagón. No obstante, Aldrin consiguió recuperar el control del avión a 61 m de la superficie.
A pesar de la recomendación de su padre de que comandara una tripulación de bombarderos para desarrollar habilidades de liderazgo y tener mejores oportunidades de crecimiento profesional, Aldrin eligió volar aviones caza y debió trasladarse a la Base de la Fuerza Aérea Nellis en Las Vegas para aprender a pilotar el Lockheed P-80 Shooting Star y el F-86 Sabre. Este último habría de ser su predilecto tal y como ocurría con la mayoría de los pilotos de esa época.
En diciembre de 1952, Aldrin se integró al 16.º escuadrón de caza-interceptor que se dedicaba a operaciones de combate con motivo de la guerra de Corea y que estaba asentado en la Suwon Air Base, a 8 km aproximadamente de Seúl. Cabe agregar que pasó por otra situación arriesgada cuando se vio en la necesidad de configurar manualmente el sistema de combustible principal de su nave tras haberse congelado al 100 % de su potencia durante un vuelo de aclimatación.
Participó en un total de 66 misiones de combate en Corea a bordo de un F-86 Sabre y derribó un par de aviones MiG-15, lo que le llevó a ser reconocido con dos Cruces de Vuelo Distinguido y tres Medallas del Aire. El primer derribo ocurrió el 14 de mayo de 1953, cuando Aldrin volaba a unos 8 km al sur del río Yalu y observó a dos cazas debajo de su posición. Abrió fuego contra uno de ellos de forma imprevista para su piloto, cuya eyección de la nave dañada quedó registrada en una fotografía publicada por la revista Life el 8 de junio de ese mismo año. El otro aconteció un par de semanas después, el 4 de junio, mientras acompañaba al 39.º escuadrón de caza-interceptor en un ataque contra una base aérea en Corea del Norte. Ya que el resto de naves del grupo eran más nuevas y rápidas que la suya, su posición le permitió a Aldrin detectar al MiG enemigo acercándose desde arriba. A diferencia de la ocasión anterior, el piloto sí se percató de la presencia de Aldrin y ambos se enfrascaron en una serie de maniobras para intentar posicionarse detrás del otro. Aunque el esfuerzo resultó exitoso para el estadounidense, no pudo disparar de inmediato, ya que la mira se quedó atascada. El combate quedó inconcluso, ya que Aldrin se percató de que estaban volando demasiado bajo para continuar el enfrentamiento, por lo que procedió a retirarse de su posición. Si bien alcanzó ver al piloto eyectado y a la cubierta abierta del MiG, ignoró el destino de su rival, ya que era poco probable que hubiese tenido el tiempo suficiente para abrir un paracaídas.
Las operaciones de combate de Aldrin en Corea culminaron en diciembre de 1953, momento en que se le asignó como instructor de artillería aérea en Nellis. Un año después asumió las funciones de ayudante de campo del general de brigada Don Z. Zimmerman, decano de la naciente Academia de la Fuerza Aérea, inaugurada en 1955. Ese mismo año se graduó de la Squadron Officer School en la Maxwell Air Force Base asentada en Alabama, y al año siguiente, en 1956, ejerció como comandante de vuelo en el 22.º escuadrón de cazas de la Bitburg Air Base en Alemania Occidental con la responsabilidad de volar cazabombarderos F-100 Super Sabres equipados con armas nucleares. Tras dejar Alemania, Ed White —uno de sus colegas del escuadrón— le recomendó a Aldrin que estudiaran juntos una maestría en ingeniería aeroespacial en la Universidad de Míchigan.
Aldrin aceptó la propuesta y, a través del Instituto de Tecnología de la Fuerza Aérea, se matriculó en el Instituto de Tecnología de Massachusetts (MIT) en 1959 con el propósito de cursar una maestría.
 Durante ese período conoció a Richard Battin, instructor de la clase de aerodinámica; David Scott, Edgar Mitchell y Charles M. Duke. Aldrin se mostró satisfecho con las clases y eventualmente tuvo la intención de obtener un doctorado,
 lo cual se concretó en enero de 1963, al obtener un grado académico en astronáutica con la tesis titulada Line-of-Sight Guidance Techniques for Manned Orbital Rendezvous —trad. lit.: «Técnicas de orientación de línea de visión para la cita orbital tripulada»—. Con ese tema Aldrin buscaba mejorar las posibilidades de quedar seleccionado como astronauta, pese a que carecía de entrenamiento como piloto de pruebas, uno de los requisitos básicos para acceder a esa disciplina. Esto queda reflejado en la dedicatoria de su tesis, que reza lo siguiente: «Con la esperanza de que este trabajo pueda de alguna manera contribuir a la exploración del espacio, está dedicado a los tripulantes de los programas espaciales presentes y futuros de este país. ¡Ojalá pueda unirme a ellos en sus emocionantes esfuerzos!».
Al finalizar su doctorado, Aldrin fue asignado a la Gemini Target Office de la Air Force Space Systems Division en Los Ángeles, donde colaboró primeramente con la Lockheed Aircraft Corporation en la mejora de las capacidades de maniobra del vehículo objetivo Agena que habría de usarse en el Programa Gemini de la NASA, y más tarde en la oficina del Centro de naves espaciales tripuladas en Houston, donde participó en la integración de los experimentos del Departamento de Defensa en los vuelos de Gemini.

### Carrera en la NASA
Durante la selección del Astronaut Group 2 en 1962, la NASA rechazó la solicitud original de Aldrin para integrarse al cuerpo de astronautas debido a que no era un piloto de pruebas. La organización se mostró más flexible con este requisito en la siguiente ronda de selección, el 15 de mayo de 1963, y sumó como alternativa la necesidad de al menos 1000 horas de tiempo de vuelo en aviones de propulsión a chorro. Aldrin cumplía con tal condición al tener 2200 horas de vuelo de esa clase, por lo que resultó elegido como uno de los catorce integrantes del Astronaut Group 3 el 18 de octubre de ese mismo año. Sus compañeros le apodaron «Dr. Rendezvous» debido a su experiencia en mecánica orbital y a que era el primer astronauta de la NASA con un doctorado, aunque Aldrin no lo veía necesariamente como un cumplido. La NASA le asignó un campo de especialización a cada astronauta del grupo tras finalizar su entrenamiento, y Aldrin quedó a cargo de la planificación y el análisis de trayectorias y planes de vuelo de la misión.

#### Programa Gemini
Aldrin y el comandante Jim Lovell eran la tripulación de respaldo de la misión Gemini 10. Normalmente los equipos de respaldo formaban parte de la tripulación principal hasta la tercera misión siguiente, sin embargo, ocurrió una excepción con Aldrin y Lovell, ya que el programa concluyó con la Gemini 12. Ayudó también el hecho de que ambos participaron como respaldos de la Gemini 9 tras el accidente aéreo que provocó la muerte de Elliot See y Charles Bassett. Su nombramiento se produjo el 17 de junio de 1966, mientras que Gordon Cooper y Gene Cernan resultaron elegidos como sus respaldos.

##### Gemini 12
Aunque el objetivo general era completar las tareas inconclusas de misiones anteriores, los objetivos específicos de la Gemini 12 al principio eran inciertos. A lo largo del programa, la NASA había concluido exitosamente encuentros espaciales, sin embargo, tenía identificadas ciertas problemáticas como la fallida prueba de estabilización por gradiente gravitatorio realizada en la Gemini 11, o la actividad extravehicular (EVA). Con relación a esta última, Cernan y Richard Gordon de la Gemini 9 y 11, respectivamente, habían experimentado fatiga en la realización de tareas durante EVA, a diferencia de Michael Collins en la Gemini 10. Esto llevó a la sospecha de que el orden de ejecución de las tareas era un factor relevante en una misión.
La asignación de Aldrin consistió precisamente en completar los objetivos EVA del programa, para lo cual la NASA formó un comité específico y llevó a cabo varias modificaciones tanto en el programa de entrenamiento como en el plan de vuelo. Por ejemplo, se omitió la prueba de la «unidad de propulsión de astronautas» —en inglés: «astronaut maneuvering unit» (AMU)— que le había dado problemas a Gordon durante la Gemini 11, con tal de que Aldrin pudiera concentrarse en las tareas extravehiculares. Asimismo, con la intención de que las tareas de la misión se realizaran más ágilmente, se reemplazó el vuelo parabólico por el entrenamiento subacuático, al percibir que esta simulación se apegaba más a dicho propósito, ya que la demora entre cada parábola de la trayectoria de la nave implicaba varios minutos de tiempo improductivo para los astronautas. Adicionalmente se incrementó la cantidad de asideros adicionales en cada cápsula —de nueve a 44 con respecto a Gemini 9— y se crearon estaciones de trabajo más ergonómicas.
A grandes rasgos, la NASA buscaba realizar encuentros espaciales con vehículos, y lograr que estos volaran acoplados con la nave mediante la estabilización del gradiente gravitatorio para llevar a cabo una variedad de tareas, entre las cuales se incluyen las maniobras para ajustar la órbita de la nave con ayuda del sistema de propulsión Agena, un ejercicio de mantenimiento de la nave a partir de tres EVA y la validación de una reentrada automática. Algunas de estas actividades ya se habían intentado realizar en las misiones predecesoras con resultados variables; por ejemplo, en la Gemini 9 se realizó el encuentro espacial, mientras que en la Gemini 11 se concretó un ejercicio con el vehículo además de una prueba de estabilización.
El lanzamiento de la Gemini 12 aconteció el 11 de noviembre de 1966 a las 20:46 UTC en Cabo Cañaveral, aproximadamente una hora y media después del lanzamiento del vehículo Agena de la misión. El encuentro de la nave con el vehículo debió hacerse manualmente, dado que el contacto de radar entre ambos sufrió daños severos por la distancia cada vez más cercana entre estos. Con ayuda de un sextante y cartas de encuentro, Aldrin consiguió brindarle la información correcta a Lovell para colocar la nave en posición de acoplamiento con el vehículo Agena, la cuarta ocasión en que la NASA concretó una maniobra de este tipo.
A continuación, conforme al plan de vuelo, la tripulación debió ejecutar otro ejercicio de desacoplamiento y atraque, durante el cual uno de los tres pestillos se enganchó por lo que Lovell tuvo que usar los propulsores de Gemini para liberar la nave espacial. Finalmente, Aldrin consiguió el acoplamiento unos minutos después. La siguiente tarea consistió en encender el motor principal de Agena para mover la nave atracada a una mayor órbita. Sin embargo, ocho minutos después de su lanzamiento, el vehículo sufrió una pérdida de presión de la cámara por lo que los directores de misión y de vuelo prefirieron no arriesgar el motor principal y por ende esa tarea quedó inconclusa. Como alternativa, se empleó el sistema de propulsión secundario de Agena con el cual la tripulación pudo observar un eclipse solar, cuya evidencia fotográfica corrió a cargo de Lovell y Aldrin a través de las ventanas de la nave.
Aldrin ejecutó un total de tres EVA durante Gemini 12. La primera consistió en una actividad de pie y se llevó a cabo el 12 de noviembre. Aunque la puerta de la nave se mantuvo abierta y él se levantó de su posición, no salió del vehículo. Esta asignación sirvió para que Aldrin imitara algunas de las acciones que habría de realizar durante su EVA de vuelo libre y pudiera comparar el esfuerzo realizado entre ambas. Tuvo una duración sin precedentes para la NASA al extenderse durante dos horas y veinte minutos. En la EVA de vuelo libre realizada al día siguiente y que tuvo una duración de dos horas y seis minutos, Aldrin debió trepar por los asideros hasta Agena e instalar un cable requerido para el experimento de estabilización del gradiente de gravedad. Algunas otras tareas incluyeron la instalación de conectores eléctricos y herramientas de prueba que habrían de usarse en el programa Apolo. El plan de vuelo estipuló una docena de períodos de descanso de dos minutos cada uno para reducir la fatiga de la tripulación. El 14 de noviembre Aldrin ejecutó su última EVA con la finalidad de tomar fotografías, realizar experimentos y desechar algunos artículos innecesarios. Se trató de la EVA más breve del astronauta al durar 55 minutos. El 15 de noviembre, la tripulación inició el sistema de reentrada automática y se zambulló en el Océano Atlántico, donde un helicóptero los recogió y trasladó al portaaviones USS Wasp. En total se llevaron a cabo catorce experimentos científicos, médicos y tecnológicos durante la Gemini 12.

#### Programa Apolo
Lovell y Aldrin quedaron seleccionados como parte de la tripulación del Apolo encabezada por el comandante Neil Armstrong, a cargo del pilotaje de los módulos de comando y lunar —en inglés: Command Module Pilot (CMP) y Lunar Module Pilot (LMP)—, respectivamente. Aunque originalmente habrían de ser el equipo de respaldo del Apolo 9, los retrasos en el diseño y fabricación del módulo lunar condujeron al intercambio de las tripulaciones de esa misión y Apolo 8, por lo que el equipo de Armstrong asumió las labores de respaldo de esta última. Con esto se garantizaba también que Armstrong estaría a cargo de la eventual Apolo 11.
Lovell recibió la asignación de pilotar el módulo de comando del Apolo 8 como relevo de Collins, que debió someterse a una cirugía para extraer un espolón óseo de su columna vertebral —una vez recuperado, Collins habría de incorporarse al equipo de Armstrong como piloto del mismo módulo—. Mientras tanto, Aldrin y Fred Haise ejercieron como respaldos de Lovell y del módulo lunar, respectivamente.
Apolo 11 representó la segunda ocasión en que una misión espacial estadounidense estuvo conformada íntegramente por astronautas con antecedentes en el espacio, después de Apolo 10. La siguiente ocasión no habría de ocurrir sino hasta la STS-26 de 1988. Cabe destacar que Deke Slayton, responsable de las tareas de vuelo de los astronautas, le sugirió a Armstrong la posibilidad de sustituir a Aldrin por Lovell, debido a rumores que dejaban entrever cierta dificultad para trabajar con el primero. No obstante, Armstrong mantuvo su alineación original, ya que no había tenido problemas anteriormente con Aldrin.
La decisión en torno a quién habría de ser el primer tripulante en pisar la superficie lunar dependió de varios factores. Al principio se especuló que esta responsabilidad habría de recaer en el piloto del módulo lunar, decisión con la que Aldrin estaba de acuerdo, sin embargo, en última instancia se le dio mayor relevancia a la ubicación de los astronautas en el módulo de aterrizaje lunar. Pese a la insistencia de Aldrin para que se siguiera el procedimiento original, en realidad tuvo poco apoyo para su postura. En opinión de Collins: «[Aldrin] resiente no ser el primero en la Luna más de lo que aprecia ser el segundo». En cuanto a la preparación de la tripulación para la misión, el tiempo destinado por Aldrin y Armstrong a la capacitación geológica resultó más bien escaso. Esta contó con la asesoría de expertos de la NASA y del Servicio Geológico y requirió la visita a una excursión geológica al oeste de Texas, la cual estuvo sujeta a una considerable cobertura de los medios de comunicación.

##### Apolo 11
El lanzamiento del Apolo 11, durante la mañana del 16 de julio de 1969, estuvo sujeto a una extensa cobertura mediática, al ser televisado en vivo en 33 países y contar con 25 millones de espectadores solamente en Estados Unidos, además de un millón de asistentes a las inmediaciones de Cabo Cañaveral y millones más que siguieron la transmisión radiofónica correspondiente. La nave despegó de un complejo de lanzamiento del Centro Espacial John F. Kennedy a las 13:32 UTC, propulsada por un cohete Saturno V. Veinte minutos después, entró a la órbita terrestre y, después de una órbita y media, el motor de tercera etapa S-IVB impulsó a la nave en su trayectoria hacia la Luna. Poco más de media hora después, se llevó a cabo la maniobra de transposición, atraque y extracción, que implicaba separar el S-IVB del módulo de comando Columbia CSM-107, girar y atracar con el módulo lunar Eagle.
El 19 de julio, a las 17:21 UTC, el módulo de servicio del Apolo 11 pasó detrás de la Luna y encendió su motor de propulsión para entrar en la órbita lunar. En las siguientes treinta órbitas, la tripulación tuvo vistas pasajeras de su lugar de alunizaje en un punto al sur del Mar de la Tranquilidad, unos 19 km al suroeste del cráter Sabine D. Al día siguiente, Aldrin y Armstrong ingresaron en Eagle y comenzaron los preparativos finales para el alunizaje, para lo cual se requirió la separación de los módulos de comando y lunar. Mientras tanto, Collins, a bordo del Columbia, aprovechó para observar al Eagle y asegurarse de que el módulo no tuviera daños y de que el tren de aterrizaje se desplegara correctamente. Durante el descenso, Aldrin solicitó los datos de navegación a Armstrong, mientras este pilotaba el Eagle. Unos minutos después, y a 1800 m sobre la superficie lunar, el computador de navegación del Apolo distrajo a la tripulación con la primera de varias alarmas inesperadas que indicaban que no podía completar todas sus tareas en tiempo real y que, por lo tanto, debía posponer algunas. Finalmente, el módulo lunar logró alunizar a las 20:17 UTC del 20 de julio, con 25 segundos de combustible restante.
Como anciano presbiteriano, Aldrin fue la primera persona en celebrar una ceremonia religiosa en la Luna. En su mensaje transmitido por radio a la Tierra, señaló: «Me gustaría aprovechar esta oportunidad para pedirle a cada oyente, quien sea y donde sea que se encuentre, que haga una pausa por un momento y contemple los eventos de las últimas horas, y que agradezca a su manera». Con ayuda de un equipo proporcionado por su pastor, tomó la comunión y leyó las palabras de Jesucristo descritas en uno de los versículos del Nuevo Testamento, de la siguiente manera: «Yo soy la vid. Ustedes son las ramas. Quienquiera que permanezca en mí y yo en él dará mucho fruto, porque no puedes hacer nada sin mí». Su ritual se había mantenido en secreto debido a la controversia suscitada por la lectura de un fragmento del Génesis durante el vuelo del Apolo 8. En sus palabras: «Fue interesante pensar que el primer líquido vertido en la Luna, y que el primer alimento que se comió ahí, fueron elementos de la comunión». Muchos años después, en el libro que publicó en 2009, detalló más al respecto: «Quizás, si tuviera que hacerlo de nuevo, no elegiría celebrar la comunión. Aunque fue una experiencia profundamente significativa para mí, fue un sacramento cristiano, y habíamos ido a la Luna en nombre de toda la humanidad, sean cristianos, judíos, musulmanes, animistas, agnósticos o ateos. Pero en ese momento no podía pensar en una mejor manera de reconocer la enormidad de la experiencia del Apolo 11 que dándole gracias a Dios». En su viaje de regreso a la Tierra, tuvo la intención de hacer una referencia más general, al leer un fragmento del Antiguo Testamento que reza textualmente: «Cuando veo tus cielos, obra de tus dedos, la Luna y las estrellas que formaste, ¿qué es el hombre para que seas consciente de él?».
Los preparativos para la actividad extravehicular (EVA) dieron comienzo a las 23:43. Tan pronto como Armstrong y Aldrin manifestaron estar listos para salir del módulo, se llevó a cabo la despresurización del vehículo y, finalmente, a las 02:39 del 21 de julio, se abrió la escotilla del Eagle. Aldrin pisó la superficie lunar a las 03:15, casi veinte minutos después de que lo hiciera Armstrong, con lo que pasó a ser el segundo hombre en caminar sobre la Luna. Mientras daba sus primeros pasos, exclamó: «Hermosa vista», a lo que Armstrong preguntó: «¿No es eso algo? [Es] una vista magnífica [desde] aquí». Poco después, Aldrin le respondió: «Magnífica desolación». Con ciertas dificultades, ambos lograron colocar la bandera estadounidense de nailon en la superficie. Instantes después, Aldrin procedió a saludarla —un momento que Armstrong registró en una icónica fotografía— y a efectuar diferentes movimientos para trasladarse por la superficie lunar, con el fin de instruir a los futuros caminantes lunares. En ese período, recibieron la llamada del presidente Richard Nixon, quien los felicitó por el exitoso alunizaje.
A continuación, Aldrin revisó las condiciones de la nave y registró evidencias fotográficas antes de emprender el vuelo de regreso a la Tierra. Otras labores incluyeron la instalación de un reflector de rayos láser y de un sismógrafo para detectar movimientos sísmicos en la superficie lunar, así como la obtención de una muestra del núcleo, para la cual Aldrin debió martillar un tubo de metal en el terreno. Este último aparece en varias de las fotografías más conocidas del hombre en la Luna durante el programa Apolo 11. En opinión del astronauta: «Conforme se iban desarrollando las operaciones lunares, Neil tenía la cámara la mayor parte del tiempo y [por esa razón] la mayoría de las fotografías tomadas en la Luna que incluyen a un astronauta son mías. No fue sino hasta que volvimos a la Tierra y miramos las imágenes en el Laboratorio de Recepción Lunar cuando nos percatamos de que había pocas fotos de Neil. Quizás es mi culpa, pero nunca habíamos simulado esto durante nuestro entrenamiento».
Aldrin entró al Eagle antes que Armstrong, no sin antes orinar sobre la superficie lunar. Se requirió de cierto esfuerzo para subir a la escotilla, con ayuda de una polea de cable plano, un par de cajas con 21,5 kg de muestras del terreno, así como el equipo de filmación. Además, Aldrin dejó en la Luna una bolsa de objetos conmemorativos, entre los cuales se incluyen un parche del vuelo que Ed White no pudo llevar a cabo en el Apolo 1, debido a que falleció en un incendio en la cabina durante el ensayo de lanzamiento; medallones alusivos a Yuri Gagarin —el primer hombre en el espacio— y Vladimir Komarov —el primero en morir en un vuelo espacial—, así como un disco de silicio con grabaciones de 73 países diferentes. Después de transferirse al soporte vital LM, los astronautas arrojaron sus mochilas y varios otros objetos para aligerar la etapa de ascenso y facilitar el retorno de la nave a la órbita lunar. Una vez que la escotilla se cerró a las 05:01 y el módulo lunar quedó presurizado, ambos se acostaron a dormir. A las 17:54, el Eagle despegó de la Luna y poco después se acopló con el Columbia en la órbita lunar, donde Collins los esperaba. Finalmente, ya en la órbita lunar, el módulo de comando trazó su trayectoria de vuelta a la Tierra. Su amerizaje ocurrió a las 16:50 UTC del 24 de julio, 2660 km al este de la Isla Wake, con lo que se dio por terminada la misión, cuya duración excedió las 195 horas.
Aunque había escasas posibilidades de que los tripulantes trajeran consigo patógenos de la superficie lunar, se les proporcionaron prendas de aislamiento biológico, antes de ser auxiliados por unos buzos para subirse a una balsa salvavidas. Posteriormente, un helicóptero de recuperación los trasladó al portaaviones USS Hornet, en donde permanecieron las siguientes tres semanas, de acuerdo con el período estipulado de cuarentena. El 13 de agosto, participaron en desfiles celebrados en su honor en Nueva York y en Chicago, a los que asistieron aproximadamente seis millones de personas, y por la noche de ese mismo día acudieron a una cena organizada por Nixon en Los Ángeles. Cabe mencionar que el mandatario los reconoció a cada uno de ellos con la Medalla Presidencial de la Libertad. El 16 de septiembre de 1969, los astronautas asistieron a una sesión conjunta del Congreso para agradecerle a los representantes por su apoyo y pedirles que continuaran financiando las iniciativas espaciales. A partir del 29 de septiembre, y durante 38 días, participaron en una gira mundial en la que se reunieron con líderes de 22 países diferentes. Antes de regresar a Estados Unidos a principios de noviembre, visitaron Australia, Corea del Sur y Japón.
Tras la conclusión del Apolo 11, Aldrin se dedicó primordialmente a dar discursos y a hacer apariciones públicas ante los medios. En octubre de 1970, acompañó a los cosmonautas soviéticos Andriyan Nikolayev y Vitaly Sevastyanov en su gira por los centros espaciales de la NASA. Cabe destacar también su participación en el diseño del transbordador espacial. Conforme el programa Apolo llegaba a su fin, el 1 de julio de 1971 Aldrin decidió regresar a la Fuerza Aérea, con lo que puso fin a una trayectoria de más de 289 horas en el espacio que incluyeron casi ocho horas de participación en actividades extravehiculares.

### Actividades posteriores
Tras publicar el libro Return to Earth en 1970 en donde relata sus vivencias durante el Apolo 11, y aunque carecía de experiencia tanto como piloto de pruebas como en puestos gerenciales, se le nombró comandante de la Escuela de Pilotos de Investigación Aeroespacial de la Base de la Fuerza Aérea Edwards, en California en 1971, período durante el cual instruyó a estudiantes a volar en naves NF-104A. Si bien Alan Bean, uno de sus compañeros del Astronaut Group 3, opinó que Aldrin contaba con las cualidades adecuadas para ese empleo, lo cierto es que su gestión como comandante de la escuela resultó estresante para él por una serie de factores que tuvieron que ver con la mala relación con su superior, el general de brigada Robert M. White; así como con su responsabilidad en un par de colisiones ocasionadas por una insuficiente supervisión y en las que, aunque no se perdió ninguna vida, acabaron destruidos un A-7 Corsair II y un Lockheed T-33. Aldrin se retiró como coronel el 1 de marzo de 1972, tras 21 años de servicio a la Fuerza Aérea, después de que el general George S. Brown le informara del cese del programa de entrenamiento de astronautas en la escuela de pilotos, como consecuencia de la conclusión del programa Apolo y la disminución del presupuesto otorgado a la organización mencionada anteriormente. Entre los asistentes a la ceremonia de retiro de Aldrin estuvieron su padre y el general Jimmy Doolittle.

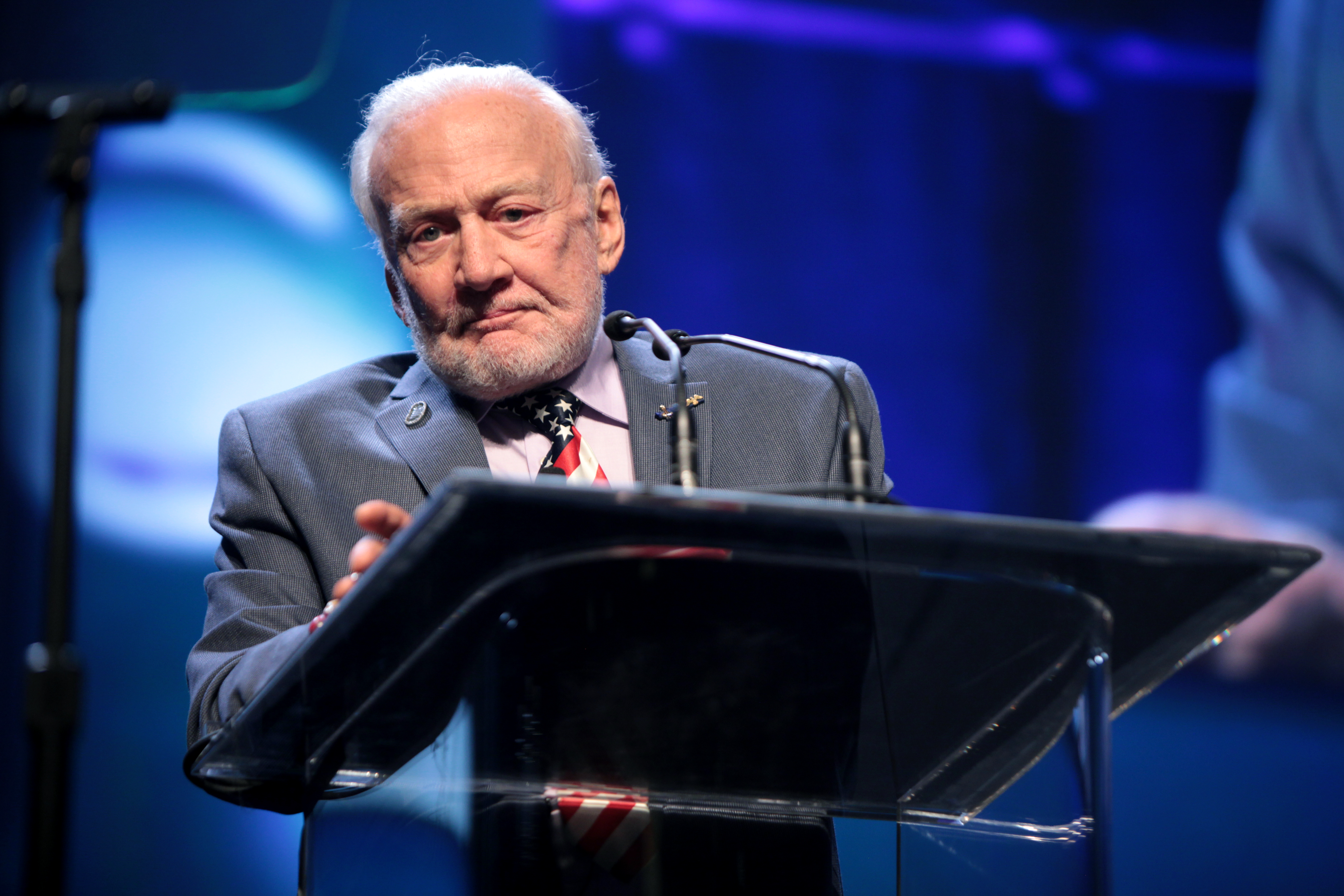
Aldrin durante un evento organizado por Ingram Micro en 2016.

En 1985 John D. Odegard, decano de la University of North Dakota (UND), lo invitó a integrarse a la Facultad de Ciencias Aeroespaciales, donde contribuyó a desarrollar el programa de estudios espaciales y recomendó la contratación de David Webb de la NASA. Ese mismo año propuso una trayectoria orbital denominada «ciclador de Aldrin», con la intención de ofrecer viajes turísticos a Marte. En 1989 comenzó a distribuirse su segundo libro, Men from Earth, en el que hace un análisis sobre la carrera espacial entre Estados Unidos y la Unión Soviética, y en 1993 registró la patente de un diseño de estaciones espaciales.
A mediados de 1994, con motivo del 25.º aniversario del primer alunizaje, la revista Popular Mechanics publicó el artículo «Why I Walked On the Moon» en el que Aldrin realiza una reflexión sobre los acontecimientos que dieron lugar al Apolo 11, y en 1995 fundó Starcraft Boosters, Inc. (SBI) con el propósito de diseñar y producir lanzadores de cohetes reutilizables. Al año siguiente, se difundió Encuentro con Tiber, una novela de ciencia ficción escrita por él junto con John Barnes en la cual se relata el viaje de una tripulación de astronautas para conocer a una raza alienígena que habita en Alfa Centauri, mientras que en 1998 estableció la ShareSpace Foundation con la finalidad de recaudar fondos para promover la industria de viajes espaciales.
A finales de 2003 colaboró en un artículo de opinión publicado por The New York Times en el que criticó los objetivos contemporáneos de la NASA, específicamente aquellos relacionados con el desarrollo de naves «limitadas al transporte simultáneo de cuatro astronautas con nula o escasa capacidad de transporte de carga», así como el envío de nuevas misiones a la Luna al declarar que «[pareciera] más como si [quisieran] tener glorias pasadas en vez de conseguir nuevos triunfos». Una década después, en 2013 volvió a opinar en el mismo periódico esta vez para expresar su apoyo a un hipotético viaje tripulado a Marte, mismo año en que le presentó a la NASA un plan maestro desarrollado en coordinación con el Instituto de Tecnología de Florida, en el que sugirió un período de diez años de operaciones espaciales con la intención de establecer la primera colonia en Marte antes de 2040.
En 2004, Aldrin acudió a una ceremonia realizada en la Casa Blanca para conmemorar el 35.º aniversario de su llegada a la Luna, y en 2007 participó en la inauguración del Grand Canyon Skywalk. Con motivo del 40.º aniversario del Apolo 11, a mediados de 2009 Aldrin participó en la producción del sencillo de rap «Rocket Experience», así como en su correspondiente vídeo musical, con los artistas Snoop Dogg, Quincy Jones, Talib Kweli y Soulja Boy, cuyas ganancias se destinaron a ShareSpace, además de publicarse su autobiografía Magnificent Desolation, y el libro infantil look to the Stars, que cuenta con ilustraciones de Wendell Minor. Más recientemente, en 2013 comenzó a distribuirse No Dream is Too High: Life Lessons From a Man Who Walked on the Moon, una publicación de desarrollo personal en la que Aldrin analiza sus vivencias en la NASA, y en diciembre de 2016 formó parte de un grupo de turistas que visitó la Base Amundsen-Scott, en la Antártida. Sin embargo, por motivos de salud debió interrumpir su recorrido y ser trasladado a Christchurch, Nueva Zelanda. A la edad de 86 años, Aldrin pasó a ser la persona más longeva en visitar el Polo Sur. Cabe agregar que anteriormente había visitado el Polo Norte en 1998. Otras de sus publicaciones en esta década incluyen Mission to Mars: My Vision for Space Exploration (2013) y Welcome to Mars: Making a Home on the Red Planet (2015).

## Vida privada y personalidad
Aldrin ha contraído matrimonio en cuatro ocasiones. Su primera esposa, Joan Archer, era egresada de las universidades Rutgers y Columbia y durante su unión tuvieron tres hijos: James, Janice y Andrew. Tras divorciarse en 1974, después de veinte años de matrimonio, estuvo casado con Beverly Van Zile entre 1975 y 1978. El 14 de febrero de 1988 contrajo nupcias con Lois Driggs Cannon, de quien se divorció a finales de 2012. Más de una década después, en enero de 2023, se casó con Anca Faur que hasta entonces había sido vicepresidenta ejecutiva de Buzz Aldrin Ventures LLC. Tiene un nieto, Jeffrey Schuss, y tres bisnietos, y ha vivido en Beverly Hills, Laguna Beach, Emerald Bay, Westwood y Satellite Beach.
Si bien ha padecido de depresión en distintos momentos de su vida desde el término del programa Gemini, lo cierto es que estos síntomas se intensificaron junto con el alcoholismo a partir de su retiro de la NASA, y tras la muerte de su padre en diciembre de 1974 por complicaciones derivadas de un ataque cardíaco, vivencias que él detalló en sus autobiografías Return to Earth (1973) y Magnificent Desolation (2009). En esa etapa la National Association for Mental Health le envió una serie de misivas para expresarle su solidaridad e invitarlo a formar parte de su junta directiva. Tras dedicarse sin mucho éxito a la venta de automóviles usados, se volvió un bebedor compulsivo y la policía lo arrestó en una ocasión por «conducta desordenada». Una vez que se libró de su adicción al alcohol tras ingresar a un centro de rehabilitación a finales de 1978, comenzó a ayudar a otros que afrontaban situaciones similares a la suya, como fue el caso del actor William Holden. En esa década estuvo internado durante un mes en el Wilford Hall Medical Center debido a fuertes dolores en el cuello y hombros derivados de un cuadro clínico depresivo. Cabe mencionar que Aldrin posee antecedentes familiares de suicidio —su madre se quitó la vida en mayo de 1968 y él consideró que su fama obtenida tras la Gemini 12 había contribuido a esa decisión—, y tenía la creencia de que había heredado genéticamente ese padecimiento, cuyos efectos podían poner en riesgo su trayectoria personal y profesional debido al estigma existente en esa época con relación a las enfermedades mentales.
Su vida no ha estado exenta de polémicas y en septiembre de 2002, tras acudir a un hotel de Beverly Hills en donde supuestamente habría de ser entrevistado por un programa de televisión japonés sobre los vuelos espaciales, tuvo una confrontación con el teórico de la conspiración del alunizaje, Bart Sibrel, y acabó golpéandolo en el rostro después de que este lo llamara «ladrón, mentiroso y cobarde». Aunque el suceso fue captado por el equipo de filmación de Sibrel, algunos testigos del hotel señalaron que este último se había portado agresivo con Aldrin. Al final, la policía desestimó cualquier cargo en su contra. En 2005 se vio envuelto en otra polémica tras declarar en el documental First on the Moon: The Untold Story, de Science Channel, haber avistado un objeto volador no identificado durante el Apolo 11. Pese a que los tripulantes concluyeron que debía tratarse de uno de los cuatro paneles adaptadores del Saturno V que se desecharon durante la maniobra de separación, y el propio Aldrin negó el avistamiento alienígena en 2007, los documentalistas se rehusaron a editar sus declaraciones de la producción. En 2018 ocurrió una polémica familiar cuando presentó una demanda contra sus hijos Andrew y Janice y su exgerente de negocios Christina Korp, luego de que estos solicitaran ser nombrados como sus tutores legales para controlar sus finanzas personales. En opinión de Aldrin, Janice tenía otras intenciones ajenas al bienestar financiero de su padre. Meses antes del 50.º aniversario del Apolo 11, sus hijos optaron por retirar su solicitud y él procedió a desestimar su demanda.
En el aspecto político, Aldrin es simpatizante del Partido Republicano y ha participado en eventos de recaudación de fondos para sus miembros del congreso, además de respaldar sus candidaturas a cargos de elección popular, como las campañas electorales de George W. Bush en 2004, Nick Lampson en 2006, Paul Rancatore en 2008, Mark Treadwell en 2014 y Dan Crenshaw en 2018. Asimismo asistió al Discurso del Estado de la Unión de 2019 tras ser invitado por el presidente Donald Trump. En septiembre de 2007 le reveló a la revista Time que se había sometido a una ritidectomía y bromeó al dejar entrever que la fuerza g espacial le había «causado una flacidez que necesitaba ser atendida». Es un coleccionista de accesorios como anillos —algunos de los cuales contienen diamantes y simbología islámica, mientras que uno de ellos le fue obsequiado por el boxeador Mohammed Ali—, así como pulseras de cerámica y objetos metálicos. Tras el fallecimiento de Armstrong en 2012, Aldrin afirmó sentirse «profundamente entristecido ... Sé que varios millones de personas de todo el mundo se unieron al duelo por la muerte de un verdadero héroe estadounidense y el mejor piloto que he conocido ... Realmente esperaba que el 20 de julio de 2019, Neil, Mike y yo estuviéramos juntos para conmemorar el 50.º aniversario de nuestro alunizaje».

## Legado
Aldrin, al igual que la tripulación del Apolo 11, es catalogado como «el símbolo de la gran era de la exploración espacial», cuyas «marcas en la superficie lunar dejaron un legado indeleble aquí en la Tierra». De acuerdo con la opinión de John Logsdon, docente de ciencias políticas y asuntos internacionales en la Universidad George Washington: «[Sus esfuerzos demuestran que] Cuando tenemos la voluntad política de hacer algo grandioso, y nos fijamos un objetivo alcanzable, aunque sea un desafío, el país puede unirse y hacer algo de magnífica calidad».
A lo largo de su trayectoria profesional, se ha hecho acreedor a múltiples premios y reconocimientos. Por ejemplo, en 1966 obtuvo la Medalla de servicio excepcional de la NASA por su contribución en el programa Gemini, mientras que en 1969 y 1970 se le concedieron la Medalla por Servicio Distinguido de la Fuerza Aérea y el Trofeo Collier, así como la Medalla de servicio distinguido de la NASA y la Medalla Hubbard de la National Geographic Society, respectivamente, por su participación en la misión Apolo 11. Adicionalmente, este último año la Sociedad de Pilotos de Pruebas Experimentales le concedió un premio a los tripulantes del Apolo 11. En 1972 se le reconoció su aportación en la guerra de Corea con un racimo de hojas de roble, mismo año en que recibió la Legión al Mérito.

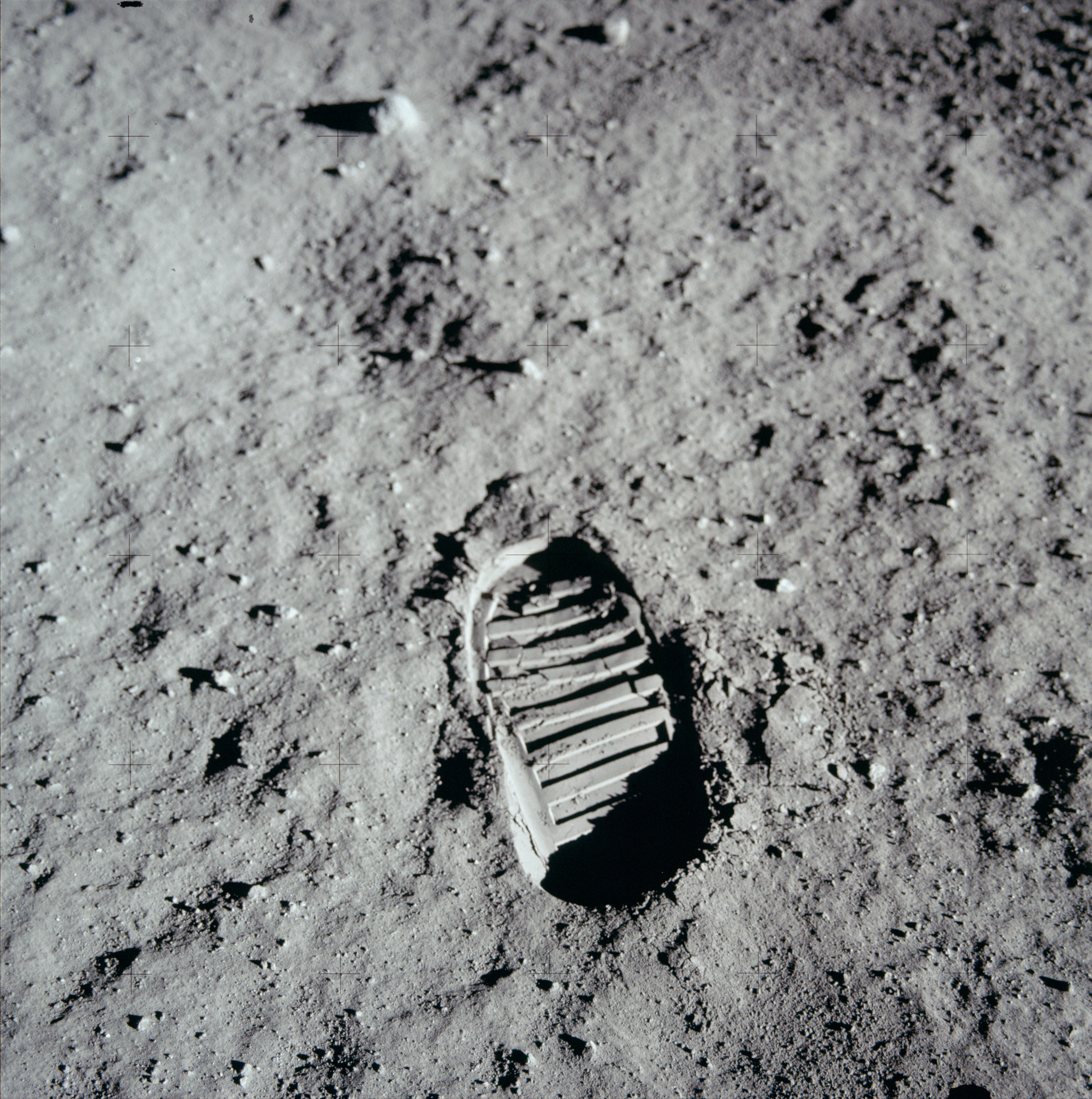
Huella de la bota de Aldrin en la superficie lunar.

A partir de la década de 1980 empezó a ser incluido en distintos salones de la fama como el del espacio (1982), el del astronauta estadounidense (1993), el de aviación nacional (2000), el de Nueva Jersey (2008); y el Paseo de la fama de Hollywood (2010), en donde existe una placa conmemorativa a la tripulación del Apolo 11. Otros galardones recibidos por Aldrin incluyen la Medalla de oro Langley del Instituto Smithsoniano (1999); un reconocimiento humanitario por parte de la fundación Variety, the Children's Charity (2003); el galardón General James E. Hill Lifetime Space Achievement por parte de la Space Foundation (2006); y la Medalla de Oro del Congreso de los Estados Unidos (2011); De igual manera se ha hecho acreedor a títulos honoríficos por ciertas universidades y organizaciones como la Universidad Internacional del Espacio y la National Space Society. Su nombre también ha sido utilizado para nombrar instituciones como es el caso de la Buzz Aldrin Middle School en su ciudad natal, Montclair; así como un cráter lunar y un asteroide.
Existen numerosas producciones que incluyen referencias sobre Aldrin en la cultura popular; por ejemplo, le prestó su voz a una imagen caricaturizada suya en el episodio «Deep Space Homer» de Los Simpson, así como en un par de capítulos de la serie Fantasma del Espacio de costa a costa; y en los programas Recess y Futurama, y el videojuego Mass Effect 3, además de aparecer en series televisivas como 30 Rock y The Big Bang Theory, entre otras producciones. En 2007 participó en el documental En la sombra de la Luna mientras que en 2010 formó parte de la décima temporada del programa de telerrealidad Dancing with the Stars. Cabe añadir que participó como asesor en la producción del videojuego Buzz Aldrin's Race Into Space (1993) para el sistema operativo MS-DOS, y el personaje Buzz Lightyear de Toy Story lleva su nombre en referencia a él.
Algunos actores que han interpretado a Aldrin en series televisivas y largometrajes han sido Cliff Robertson —en Return to Earth (1976)—, Larry Williams —Apolo 13 (1995)—, Xander Berkeley —en Apolo 11 (1996)—, Bryan Cranston —De la Tierra a la Luna (1998) y Magnificent Desolation: Walking on the Moon 3D (2005)—, James Marsters —Moonshot (2009)—, Cory Tucker —Transformers: el lado oscuro de la luna (2011)—, Corey Stoll —First Man (2018)—, Chris Agos —Para toda la humanidad (2019)— y Felix Scott —The Crown (2019)—.